# Суксунский завод
Суксу́нский железоде́лательный заво́д — медеплавильное, затем железоделательное предприятие, основанное в 1727 году на реке Суксунчик. Головное предприятие Суксунского горнозаводского округа Демидовых. Ныне на месте исторического завода находится ОАО «Суксунский оптико-механический завод».

## История

### Суксунский медеплавильный завод
Строительство завода началось 11 августа 1727 года, запуск состоялся 15 января 1729 года. Земля под строительство была куплена Акинфием Никитичем Демидовым у Еремея Лунегова. В первые годы на заводе работали две медеплавильные печи, 12 кузнечных горнов, слесарная и меховая мастерские. Заводская плотина имела длину 250 м. Медные рудники располагались на расстоянии 65—120 вёрст от завода. В конце 1720-х — начале 1730-х годов средний объём выплавки меди составлял 1,5 тыс. пудов в год. Около 90 % товарной меди в виде полос и досок реализовывалась на внутрироссийском рынке. Также завод производил медную посуду и колокола. С момента запуска до 1745 года суммарно было произведено 1408 пудов, что составляло 2,3 % от общего объёма. Из-за истощения местных рудников (в 1740-е —1750-е годы добывалось не более 530 пудов в год) объёмы выплавки меди сократились, и завод был преобразован в железоделательный. В 1773 году на заводе числилось 690 крепостных крестьян, и 1033 приписных.
Суксунский завод стал центром одноимённого горнозаводского округа Демидовых, включавшего Ашапский, Бымовский, Камбарский, Молёбский, Уткинский, Шаквинский и Тисовский заводы. После смерти А. Н. Демидова в 1745 году Суксунский завод в течение тринадцати лет находился в совместном владении его сыновей Прокопия, Григория и Никиты Акинфиевичей. По разделу имущества в 1758 году перешёл в собственность Г. А. Демидову, после его которого в 1761 году в течение семи лет находился в общем владении братьев Александра, Петра и Павла Григорьевичей Демидовых, позже перешёл в собственность А. Г. Демидова.

### Суксунский железоделательный завод
31 декабря 1773 года на заводе произошёл бунт, на следующий день в заводской посёлок вошёл отряд С. Юлаева. Заводская контора оценила ущерб от разрушений в 105,3 тыс. рублей. Завод возобновил работу весной 1774 года. Было налажено производство полосового железа разных сортов из чугуна, доставлявшегося с Уткинского доменного завода. В 1774 году было изготовлено 16,4 тыс. пудов железа, в 1790 году — 48,4 тыс. пудов. В небольших объёмах продолжалась очистка чёрной меди, доставлявшейся с Ашапского и Бымовского заводов.
После смерти А. Г. Демидова в 1803 году происходила частая смена заводовладельцев, что привело к сокращению объёмов производства. В конце 1820-х годов завод производил 30,8 тыс. пудов железа, к концу 1830-х годов — 16,4 тыс. пудов. В 1830-е годы на заводе было налажено механическое производство. 28 апреля 1845 года был спущен на воду собранный на Суксунском заводе первый уральский пароход с металлическим корпусом, названный «Никита Демидов».

### Товарищество Суксунских заводов
В 1840-х годах Суксунский округ был взят в попечительство, а в 1848 году, когда сумма долгов превысила 2 млн рублей, — под казённый присмотр по личному распоряжению императора Николая I. В этом же году была создана первая акционерная компания горнозаводского Урала — «Товарищество Суксунских горных заводов». Акционерами стали кредиторы предприятий округа и братья Демидовы (владели суммарно не более 12,5 % акций). Уставной капитал общества составлял 2,3 млн руб. (4600 акций по 500 рублей). В 1860 году пайщиками были К. В. Нессельроде, А. А. Перетц, Д. Е. Бенардаки, Балашовы, А. М. Пастухов, торговый дом Гитшовых, банкирский дом Штиглица и барон Дж. Ротшильд.
Управляющим округа был назначен горный инженер Михаил Иванович Фелькнер. Он перевёл кричный передел на контуазский способ и в 1851 году внедрил новый метод выжига древесного угля. В 1857 году были построены 2 пудлинговые печи, а с 1860 года всё железо стало производиться пудлинговым способом. В 1860 году было произведено 87,6 тыс. пудов, в 1861 году — 108,8 тыс. пудов. Товарищество не вкладывало средств в поддержание и развитие производства. После смерти старых владельцев Петра и Павла Григорьевичей Демидовых Суксунский завод был остановлен. 31 мая 1863 года товарищество было распущено.
В августе 1863 года заводы округа перешли за долги в казну. Производство железа на Суксунском заводе было возобновлено в 1865 году. До середины 1880-х годов средний объём производства составлял 20—30 тыс. пудов в год. В 1883 году было объявлено о предстоящей продаже земель округа в качестве сельскохозяйственных угодий без права добычи руд и плавки металлов. В 1885 году на заводе числилось две плотины: верхняя длиной 34,1 м, шириной 27,7 м и нижняя длиной 10,7 м; катальная и токарная фабрики, пудлинговая фабрика с 2 пудлинговыми печами, 3 кричными горнами, кузнечным горном, 6 кричными станами и воротом и вспомогательные цехи. Суксунский и Тисовский заводы имели общую дачу площадью 55 тыс. десятин, в том числе 49 тыс. десятин леса.

### Лесопильный завод
В начале 1886 года после долгих тяжб с властями округ был выкуплен у казны Александром Павловичем Демидовым за 1,5 млн руб. (в момент покупки 22 ноября 1886 года было выплачено 383,9 тыс. рублей, остальная сумма предполагалось выплатить в рассрочку на 24 года). А. П. Демидов заложил округ в Нижегородско-Самарском земельном банке и приступил к продаже древесины из заводских дач. Объём производства железа в 1890 году составил около 30 тыс. пудов. В мае 1890 года (по другим данным — в 1891 году) А. П. Демидов объявлен банкротом, а заводы и дачи округа были выставлены на продажу. В 1892 году производство на Суксунском заводе было прекращено. 19 февраля 1893 года Суксунский, Тисовский и Молёбский заводы за 325 тыс. рублей были куплены Торговым домом «Братья Каменские», совладельцами которого являлись Михаил и Василий Фёдоровичи Каменские и Алексей, Александр и Иван Григорьевичи Каменские. Новые хозяева временно преобразовали Суксунский завод в лесопильный. В 1898—1900 годах на заводе велось строительство пудлинговой и механической фабрик для восстановления производства железа. В 1900 году было произведено 17,8 тыс. пудов. В 1914 году Каменские продали свой торговый дом Н. В. Мешкову, но суксунское имение выкупил у семьи в единоличное владение И. Г. Каменский. Суксунский завод был отдан им в аренду Всероссийскому земскому союзу.
В годы Первой мировой войны на заводе было временно возобновлено производство сортового железа и меди, а также освоен выпуск полевых кухонь. В апреле 1918 года Суксунский завод был национализирован.

### Суксунский оптико-механический завод
В 1941 году завод был реконструирован и перешёл на производство очковой оптики. С 1992 года на территории исторического завода функционирует ОАО «Суксунский оптико-механический завод».